# Barranc de les Sargues (Sapeira)
El Barranc de les Sargues, de vegades anomenat també barranc de Fontielles, és un barranc de l'antic terme de Sapeira, de l'Alta Ribagorça, actualment inclòs en el terme municipal de Tremp, al Pallars Jussà.
Es forma a 834,5 m d'altitud a l'Obaga de Fontielles, des d'on davalla cap a ponent, decantant-se cap al sud. Passa ran de la Font de Fontielles, a ran de Casa Guardiola, que queda al sud del barranc, i s'aboca en la Noguera Ribagorçana a ponent de la Llera del Racó.